# Герберт, Джеймс
Джеймс Герберт (англ. James John Herbert, 8 апреля 1943 — 20 марта 2013) — один из самых известных английских писателей в жанре ужасов. По всему миру было продано 54 миллиона экземпляров его книг.

## Биография
Родился в Лондоне.
Джеймс Герберт учился в университете Мидлсекс в Лондоне. В начале своей карьеры был певцом, потом работал руководителем рекламного агентства. Писатель жил недалеко от Брайтона вместе со своей женой и дочерьми.
Умер 20 марта 2013 года.

## Романы
- 1974 Крысы / The Rats [= Deadly Eyes]
- 1975 Туман / The Fog
- 1976 Оставшийся в живых / The Survivor
- 1977 Флюк / Fluke
- 1978 Копье / The Spear
- 1979 Логово / Lair
- 1980 Тьма / The Dark
- 1981 Иона / The Jonah
- 1983 Святыня / Shrine
- 1984 Вторжение / Domain
- 1985 Moon
- 1986 Волшебный дом / The Magic Cottage
- 1987 В плену у призраков / Haunted
- 1987 Гробница / Sepulchre
- 1990 Creed
- 1992 Portent
- 1994 Возвращение призраков / The Ghosts of Sleath
- 1996 '48
- 1999 Others
- 2001 Однажды / Once
- 2003 Nobody True
- 2006 Тайна Крикли-Холла / The Secret of Crickley Hall
- 2013 Проклятие замка Комрек / Ash

## Экранизации
- 1981 — Выживший (Экранизация романа «Оставшийся в живых» / The Survivor)
- 1982 — Крысы
- 1995 — Дом призраков (экранизация романа В плену у призраков 1987 года)
- 1995 — Флюк (экранизация романа «Флюк» 1977 года)
- 2012 — Тайна Крикли-Холла (Экранизация «Тайна Крикли-Холла» 2006 года)
- 2021 — Нечистивые (Экранизация романа "Святыня" 1983 года)